# Ray Vega
Raymond Vega (New York, 3 april 1961) is een Amerikaanse jazztrompettist. Tevens speelt hij bugel en percussie.

## Biografie
Vega groeide op in het New Yorkse stadsdeel The Bronx. Hij begon op de saxofoon, maar stapte over op de trompet. Hij kreeg les van Jerry Gonzales. Vanaf 1986 speelde hij in de orkesten van o.m. Luis 'Perico' Ortiz, Mongo Santamaría, Tito Puente, Ray Barretto en Bobby Porcelli. Tevens speelde hij mee op opnames van Phillip Johnston (Music for Films), Dave Valentin, Conrad Herwig, Joe Henderson (Big Band, 1996), Pete Escovedo, Nicholas Payton, Harvie Swartz, Karolina Strassmayer, Dave Samuels, Steve Turre en Audrey Bernstein.
In 1996 verscheen van hem zijn eerste album, gevolgd door Boperation (Concord Picante (1999, met o.m. Joe Locke) en Pa'lante (2001, met Bobby Porcelli, Igor Atalita, Boris Kozlov, Willie Martinez en Wilson 'Chembo' Corniel.
In de jazz speelde hij tussen 1986 en 2015 mee op 67 opnamesessies. Vega geeft les aan de University of Vermont en is lid van de Bronx Council of the Arts.

## Discografie (selectie)
- Squeeze Squeeze (Palmetto), met Bobby Porcelli, Igor Atalita, Gregg August, Adam Weber, Wilson "Chembo" Corniel
- Ray Vega & Thomas Marriott: East-West Trumpet Summit (Origin Records, 2009), met Travis Shook, Jeff Johnson, Matt Jorgensen)
- Chapter Two (Truth Revolution, 2013), met George Colligan, Phil Sparks, Matt Jorgensen
- Ray Vega & Thomas Marriott: Return of the East-West Trumpet Summit (Origin,2014), met George Colligan,  Matt Jorgensen